# Carl Alexander Clerck

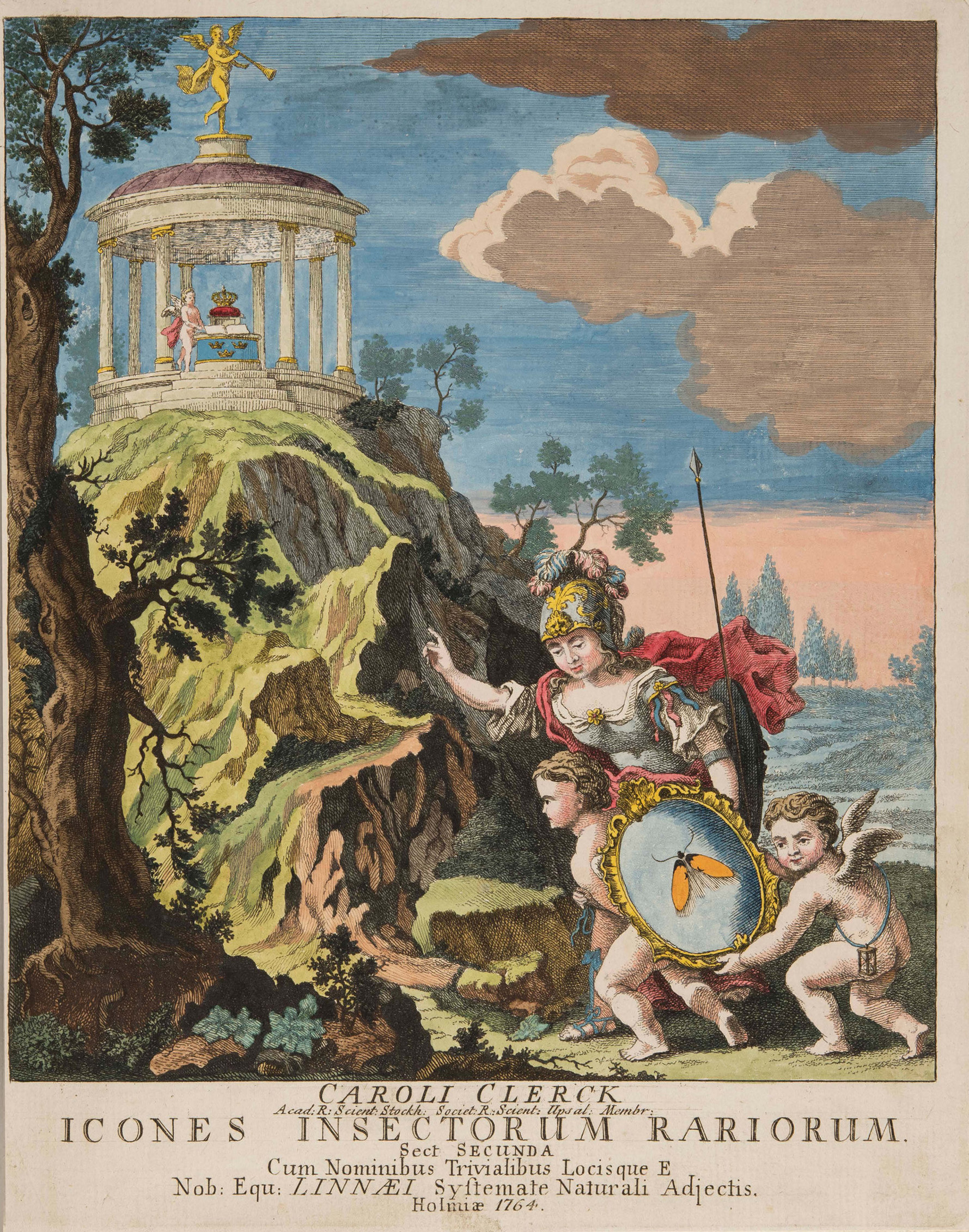
Titelblad till Icones insectorum rariorum.

Carl Alexander Clerck, född sannolikt 1709 i Stockholm, död där 22 juli 1765, var en svensk entomolog.

## Biografi
Carl Alexander Clerck var son till bokhållaren Alexander Clerck och Elisabeth Gram; fadern tillhörde en ofrälse gren av ätten Clerck nr 1382. Clerck var kommissarie vid Stockholms stads bemedlingskommission och blev före 1757 ledamot av Vetenskapssocieteten i Uppsala och 1764 ledamot av Vetenskapsakademien. Han ägnade stort intresse åt de lägre djurens, särskilt spindlarnas, naturalhistoria.